# 国家国防科技工业局
国家国防科技工业局，规范化简称国家国防科工局，是中华人民共和国国务院主管国防工业的国务院部委管理的国家局，现由中华人民共和国工业和信息化部管理。

## 沿革
2008年3月15日，第十一届全国人民代表大会第一次会议通过《第十一届全国人民代表大会第一次会议关于国务院机构改革方案的决定》，批准《国务院机构改革方案》。方案规定：“组建工业和信息化部。将国家发展和改革委员会的工业行业管理有关职责，国防科学技术工业委员会核电管理以外的职责，信息产业部和国务院信息化工作办公室的职责，整合划入工业和信息化部。组建国家国防科技工业局，由工业和信息化部管理。国家烟草专卖局改由工业和信息化部管理。不再保留国防科学技术工业委员会、信息产业部、国务院信息化工作办公室。”
2020年8月31日，根据国家发展改革委《关于全面推开行业协会商会与行政机关脱钩改革的实施意见》（发改体改〔2019〕1063号），原由国家国防科工局主管的中国遥感应用协会、中国和平利用军工技术协会等15家行业协会与国防科工局分离，依法直接登记、独立运行，剥离行政职能，不再设置业务主管单位。取消对其直接财政拨款，通过政府购买服务等方式支持其发展。

### 行星防御岗
继2024 YR4被小行星陆地撞击持续报警系统智利站发现后，2025年2月，国家国防科技工业局发布招聘“行星防御岗”的公告，该岗位旨在通过监测、预警、拦截或偏转等技术手段，防止近地小行星或彗星等天体撞击地球。

## 职责
根据《国家国防科技工业局职能配置、内设机构和人员编制规定》，国家国防科技工业局承担下列职能：
1. 研究拟定国防科技工业和军转民发展的方针、政策和法律、法规；制定国防科技工业及行业管理规章；
2. 组织研究和实施国防科技工业体制改革；组织军工企事业单位实施战略性重组；组织国防科技工业的结构、布局、能力调整、企业集团发展和企业改革工作；
3. 研究制定国防科技工业的发展规划、结构布局、总体目标；组织编制国防科技工业建设、军转民规划和行业发展规划；
4. 组织管理国防科技工业质量、安全、计量、标准、统计、档案、重大科研及其推广；
5. 拟定核、航天、航空、船舶、兵器工业的产业和技术政策、发展规划，实施行业管理；指导军工电子的行业管理；负责国家核电建设、同位素生产和民用爆破器材生产流通的行政管理；
6. 负责组织管理国防科技工业的对外交流与国际合作；代表中国政府参加有关国际组织及其有关活动；负责军工企事业单位的军品出口管理。

## 机构设置
根据《国家国防科技工业局职能配置、内设机构和人员编制规定》，国家国防科技工业局内设机构为副司局级，设置下列机构：

### 内设机构
- 办公室
- 政策法规司
- 体制改革司
- 综合计划司
- 经济协调司（民口配套办公室）
- 财务与审计司
- 科技与质量司
- 系统工程一司（国家航天局系统工程司）
- 系统工程二司（国家原子能机构系统工程司、国家核事故应急办公室、核电办公室）
- 系统工程三司（船舶行业管理办公室）
- 安全生产监督管理局（民爆器材监督管理局）
- 安全保密局
- 军贸与外事司
- 人事教育司
- 机关党委
- 离退休干部局

### 直属事业单位
- 信息中心
- 老干部活动中心
- 军用核设施核安全技术审评监督中心（国家国防科技工业局核技术支持中心、国家原子能机构核技术支持中心）
- 军工项目审核中心
- 经济技术发展中心
- 核应急响应技术支持中心（国家核应急响应技术支持中心）
- 西北核安全中心
- 新闻宣传中心（国家航天局新闻宣传中心）
- 国家航天局探月与航天工程中心（国家国防科技工业局探月与航天工程中心）
- 西南核设施安全中心
- 军工保密资格审查认证中心
- 重大专项工程中心
- 国家核安保技术中心
- 合作交流中心

## 历任领导
| 国家国防科技工业局局长（省部级副职） 1. 陈求发（2008年3月—2013年1月） 2. 马兴瑞（2013年3月—2013年12月） 3. 许达哲（2013年12月—2016年8月） 4. 唐登杰（2017年5月—2018年1月） 5. 张克俭（2018年5月—2025年1月） 6. 单忠德（2025年1月—，工业和信息化部副部长、国家航天局局长、国家原子能机构主任兼） | 国家国防科技工业局副局长 …… - 刘敬（2022年12月—，兼国家原子能机构副主任） - 卞志刚（2024年2月—，兼国家航天局副局长） - 乔跃山（2024年9月—） - 刘建桥（2025年7月—） 国家国防科技工业局总工程师 …… - 李国平（2023年2月—，兼国家航天局总工程师） - 王兰义（2025年1月—） |